# جالاك-زي: ذا ديمنشنال
جالاك-زي: ذا ديمنشنال (بالإنجليزية: The Dimensional)‏ ، هي لعبة فيديو إلكترونية من نوع أكشن، أنتجت سنة 2015م، وتعمل لأنظمة بلاي ستيشن 4 وأو إسك إكس ومايكروسوفت ويندوز.

## وصلات خارجية
- الموقع الرسمي